# Chiles håndboldlandshold (damer)
Chiles håndboldlandshold er det chilenske landshold i håndbold for kvinder som også deltager i internationale håndboldkonkurrencer. De er reguleret af Federación Chilena de Handball.
Landsholdet deltog under VM 2009 i Kina, hvor de kom på en 23. plads. I 2023 kvalificerede de sig for anden gang i landsholdets historie til VM 2023 i Danmark/Norge/Sverige, efter en bronzemedalje ved de syd- og mellemamerikanske mesterskaber i 2022.
Landsholdets nøglespillere er Valeska Lovera (højre back), Gabriela Müller (højre fløj) og Catalina Gálvez (højre back).

## Resultater

### Panamerikamesterskabet
- 2009: 3.-plads
- 2011: 5.-plads
- 2015: 9.-plads
- 2017: 7.-plads

### Syd- og Mellemamerikamesterskabet
- 2018: 4.-plads
- 2021: 5.-plads
- 2022:  Bronze

### VM
- 2009: 23.-plads
- *    2023: 27.-plads